# Sokol Olldashi
Sokol Olldashi (* 17. Dezember 1972 in Durrës; † 20. November 2013 in Krraba) war ein albanischer Politiker (PD). Zwischen 2007 und 2013 wurde von ihm das Verkehrsministerium geleitet.

## Biografie
Sokol Olldashi absolvierte 1995 seine Studien in Rechtswissenschaft an der Universität Tirana. 2001 wurde er als Abgeordneter der Demokratischen Partei ins Kuvendi i Shqipërisë gewählt. Zwischen 2005 und 2009 war er Präsident seiner Partei in der Sektion Tirana. 2005 begann zudem seine Karriere als Minister: bis 2007 hielt er den Posten des Innenministers inne, danach wurde er zum Minister für Öffentliche Arbeiten, Verkehr und Telekommunikation im Kabinett Berisha I ernannt. Seit 2009 leitete er im Kabinett Berisha II das Ministerium für Öffentliche Arbeiten und Verkehr.

## Privates und sein Tod
Olldashi sprach neben Albanisch auch Englisch und Italienisch. Am 20. November 2013 verlor er bei einem Autounfall auf der SH3 bei Krraba sein Leben. Sokol Olldashi hinterließ er seine Frau und zwei Söhne.